# Wild at Heart (Arashi)
Wild at Heart è un brano musicale del gruppo musicale giapponese Arashi, pubblicato come loro trentasettesimo singolo il 7 marzo 2012. Il singolo ha raggiunto la prima posizione della classifica Oricon dei singoli più venduti in Giappone, vendendo 629 397 copie e venendo certificato doppio disco di platino.  Il brano è stato utilizzato come tema musicale del dorama Lucky Seven, con protagonista Jun Matsumoto.

## Tracce
CD Singolo
1. Wild at Heart (ワイルドアットハート) - 4:09
2. Tsuite Oide (ついておいで) - 4:15
3. Futari no Katachi (ふたりのカタチ) - 	4:48
4. Wild at Heart (Original Karaoke) (ワイルド アット ハート（オリジナル・カラオケ）) - 4:09
5. Tsuite Oide (Original Karaoke) (ついておいで（オリジナル・カラオケ）) - 4:15
6. Futari no Katachi (Original Karaoke) (ふたりのカタチ（オリジナル・カラオケ）) - 4:48

## Classifiche
| Classifica (2011) | Posizione più alta |
| ----------------- | ------------------ |
| Giappone (Oricon) | 1                  |